# TŻ Śląsk Świętochłowice
TŻ Śląsk Świętochłowice – polski klub żużlowy ze Świętochłowic.
W rozgrywkach ligowych brał udział w latach 1998–1999.
W sezonie 2000 do rozgrywek przystąpiło SŻ Śląsk.

## Historia
Klub nawiązywał do tradycji sekcji motorowej KS „Śląsk”, którą zamknięto po sezonie 1996. Wystartował w lidze w latach 1998–1999. W obliczu jego problemów, w 2000 roku do rozgrywek przystąpiło Stowarzyszenie Żużlowe „Śląsk”.

## Sezony
| Sezon | Rozgrywki ligowe | Rozgrywki ligowe | Rozgrywki ligowe |
| Sezon | Liga             | Liga             | Miejsce          |
| ----- | ---------------- | ---------------- | ---------------- |
| 1998  | II               | II liga          | 12/12            |
| 1999  | II               | II liga          | 12/13            |

| Poziom ligowy | Liczba sezonów | Sezony    |
| ------------- | -------------- | --------- |
| II            | 2              | 1998–1999 |